# Muhammad Umar Mirza
Muhammad Umar Mirza fue un príncipe timúrida, nieto del conquistador de Asia Central Timur por su tercer hijo, Miran Shah. Poco se sabe de su vida, aunque a través de su hijo, el Sultan Abu-Saïd, fue el bisabuelo de Babur, fundador del Imperio mogol de la India.

## Vida
Muhammad Mirza fue declarado por Abu'l Fazl como hijo de Miran Shah por su esposa, Mihr Nush, de la tribu Qiya (Acero) de los Fulad.
El orientalista Henry Beveridge afirma que, si bien no conoce a la tribu Fulad Qiya, el hecho de que Muhammad Mirza se describa como siempre viviendo con su hermano Khalil Sultan sugiere que los dos eran probablemente hermanos completos. Esto implicaría que 'Mihr Nush' era un nombre alternativo para la madre de Khalil Sultan, Khanzada Begum, la hija de Aq Sufi Qunqirat de Corasmia y nieta de Jani Beg, Khan de la Horda de Oro.
Muhammad Mirza fue en algún momento nombrado gobernador de Samarcanda y se casó con Shah Islam, hija de Suhrab Kurd. Era pariente de Izz al-din Shir, el gobernante kurdo de Hakkâri y un antiguo adversario de Timur. Por este matrimonio tuvo dos hijos: Manuchihr Mirza (fallecido en 1468) y Abu-Saïd.

## Muerte
La fecha de la muerte de Muhammad Mirza no esta registrada. El Zafarnama no incluye su nombre entre los treinta y seis hijos y nietos de Timur que estaban vivos a partir de 807 Hijri (1404-1405). Esto, junto con el hecho de que Clavijo no lo mencionó durante su visita a la corte de Timur en 1404, llevó a Henry Beveridge a la teoría de que Muhammad Mirza ya había muerto para este punto, antes de su padre y abuelo. Sin embargo, esto contradice que vivía con Khalil Sultan en 1410, durante el reinado de su tío Shah Rukh.
Durante su enfermedad fatal, Muhammad Mirza fue visitado por su primo Ulugh Beg, con quien había compartido una relación cercana. El príncipe moribundo confió a Ulugh Beg la tutela de su hijo Abu Sa'id Mirza, quien fue criado bajo su cuidado.